# Louis Wojtkowiak
Louis Wojtkowiak, parfois appelé Louys, né le 16 août 1909 à Wanne-Eickel (Empire allemand) et mort le 5 septembre 2002 à Saint-Quentin, est un footballeur franco-polonais.

## Biographie
Son poste de prédilection est milieu de terrain. Né Polonais dans la région industrielle de la Ruhr, il réalise une carrière de footballeur professionnelle en France. Il porte le maillot du Star Club caudrésien (de 1933 à 1936) puis du Racing Club de Paris (a priori de 1936 à 1939,). Il semble y être régulièrement titulaire, en championnat de France comme en Coupe,,. 
Il remporte avec le club parisien la Coupe de France en 1939. Pour cette finale, l'entraîneur du Racing George Kimpton tire au sort dans les vestiaires la place d'inter gauche entre André Raux et lui. La pièce de cinq francs utilisée pour l'occasion désigne Louis Wojtkowiak. Il rejoint ensuite un club à Bordeaux.

## Palmarès
- Vainqueur de la Coupe de France en 1939 avec le Racing Club de Paris

## Liens extermes
- Ressources relatives au sport :   - FootballDatabase
  - Transfermarkt